# Yoon Jong-kyu
Yoon Jong-kyu (ur. 26 kwietnia 1986) – południowokoreański zapaśnik walczący w stylu klasycznym. Zajął trzecie miejsce w Pucharze Świata w 2006. Mistrz Azji juniorów w 2005 roku.